# Micrognathus brevirostris
Micrognathus brevirostris es una especie de pez de la familia Syngnathidae en el orden de los Syngnathiformes.

## Subespecies
- Micrognathus brevirostris brevirostris (Rüppell, 1838)
- Micrognathus brevirostris pygmaeus (Fritzsche, 1981